# Tichá Orlice
Tichá Orlice är ett vattendrag i Tjeckien.   Det ligger i regionen Hradec Králové, i den centrala delen av landet, 120 km öster om huvudstaden Prag.